# Basilique-cathédrale Saint-Jean de Bois-le-Duc
Pour les articles homonymes, voir Cathédrale Saint-Jean-l'Évangéliste.
La basilique-cathédrale Saint-Jean (ou plus exactement : basilique-cathédrale Saint-Jean-l'Évangéliste) de Bois-le-Duc constitue le sommet de l'architecture gothique brabançonne aux Pays-Bas.

## Aperçu
La basilique-cathédrale fut construite à l'origine comme simple église paroissiale, mais devint collégiale dès 1366. En 1559, elle fut élevée au rang de cathédrale du nouveau diocèse de Bois-le-Duc. La cathédrale a reçu en 1929 le titre de basilique mineure. Elle est le lieu de pèlerinage marial le plus grand des Pays-Bas. L'image miraculeuse de la Sainte Vierge s'appelle la Douce Mère (de Zoete Moeder).

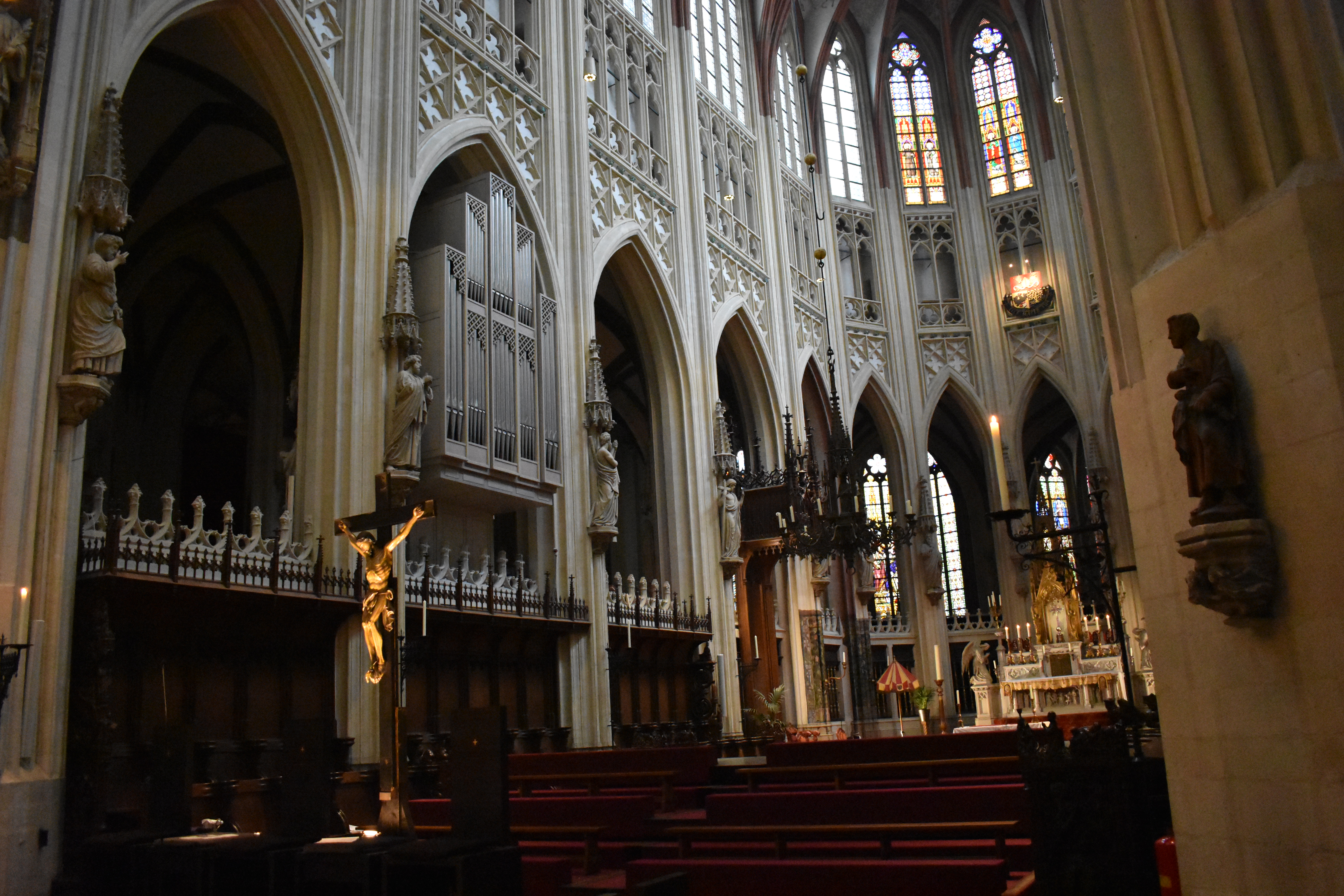
L'intérieur de la cathédrale.
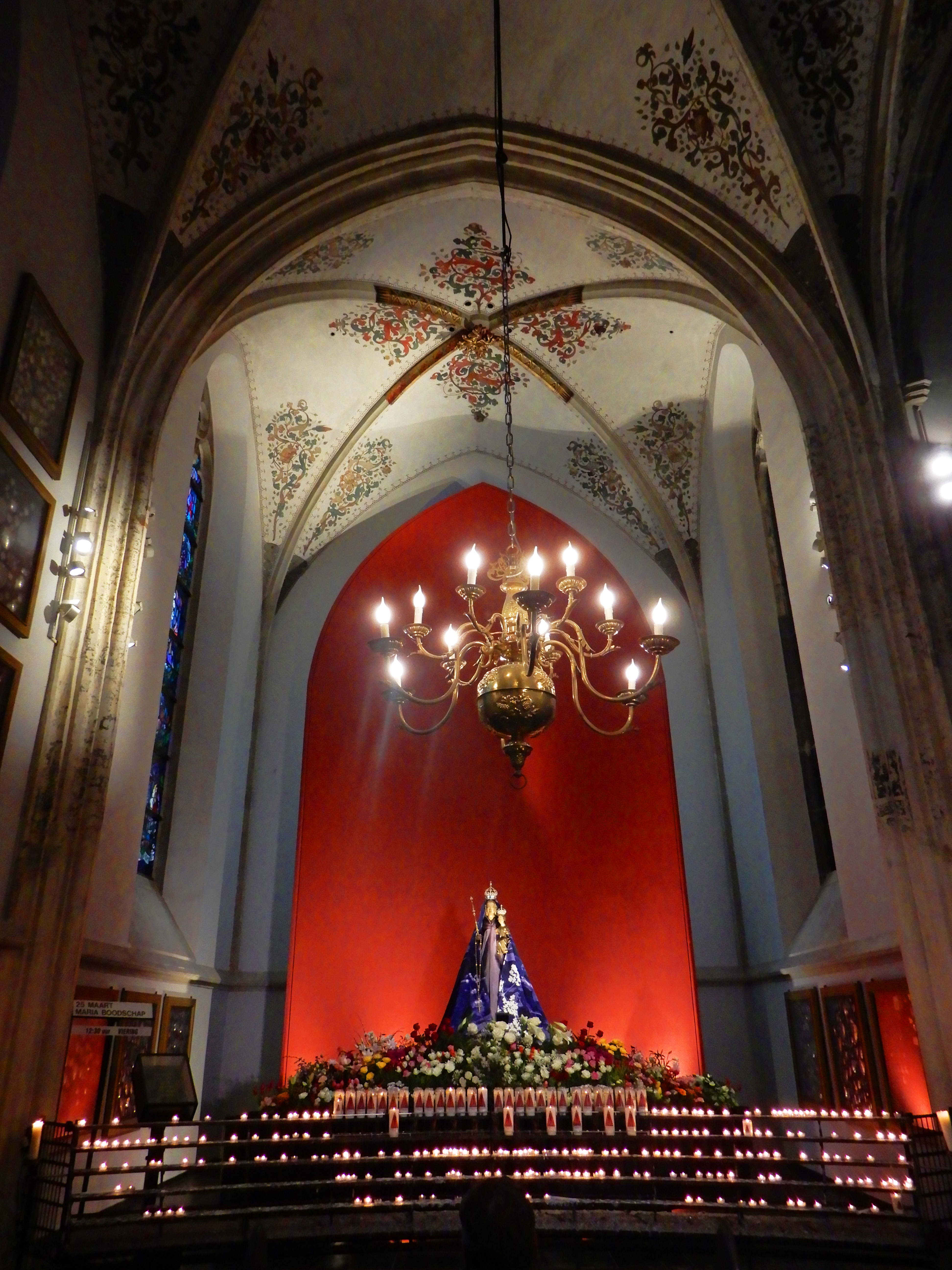
La chapelle mariale.
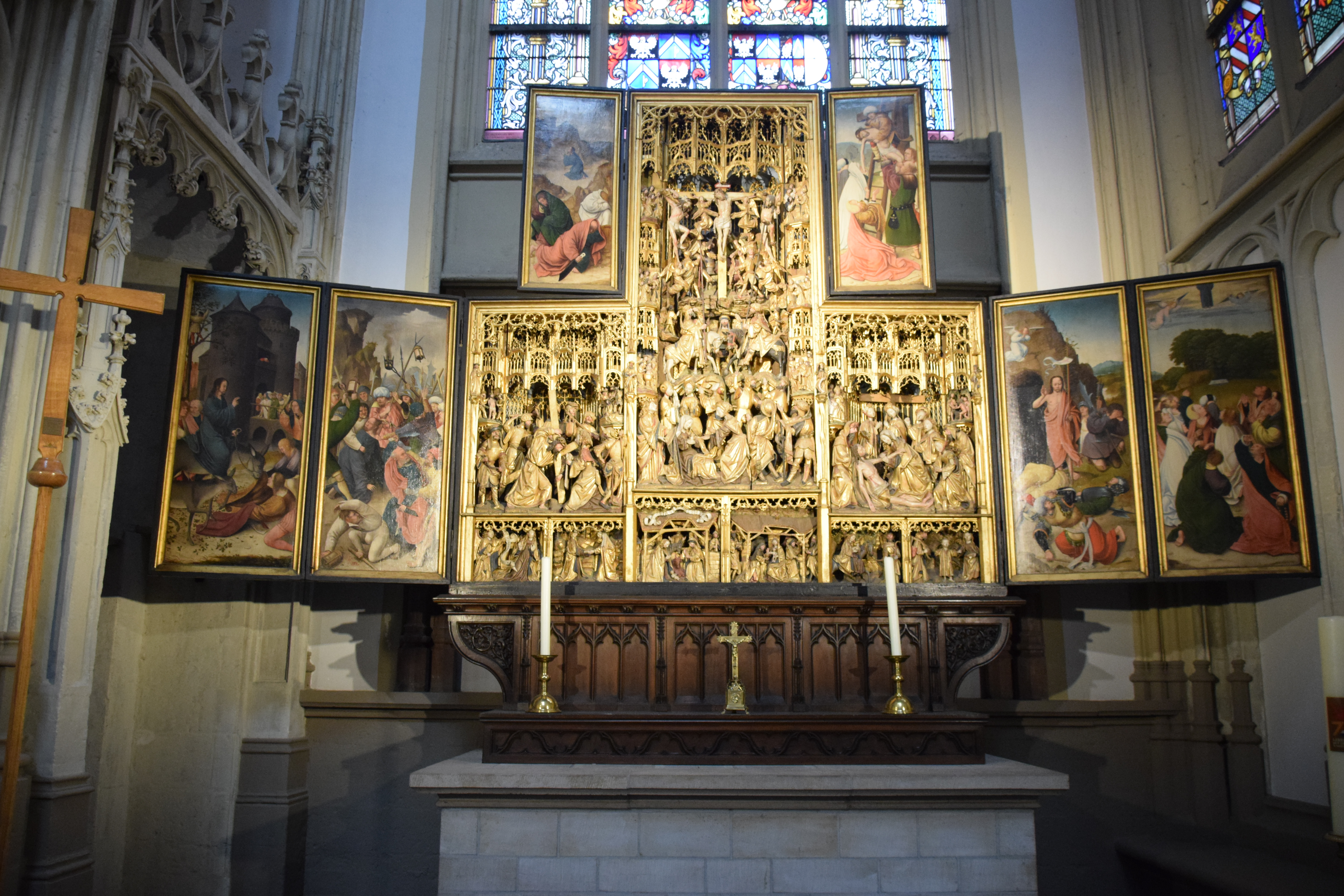
Retable de la Passion (v. 1500), bois sculpté avec des panneaux peints.
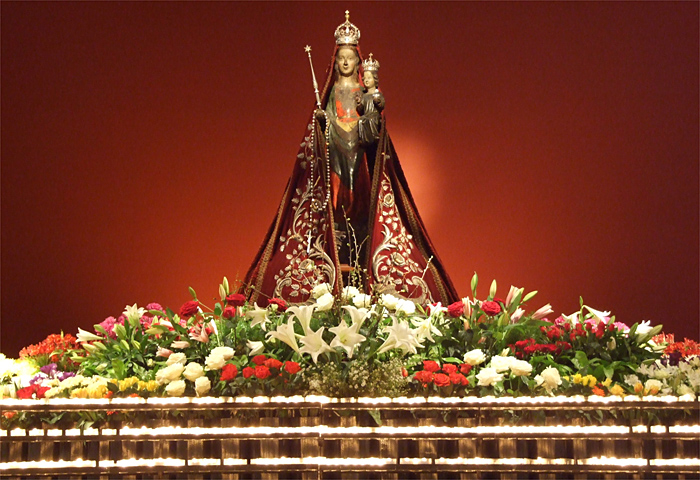
La Douce Mère (de Zoete Moeder).

## Quelques dimensions
- Longueur hors œuvre : 115 m
- Longueur hors œuvre du transept : 62 m
- Hauteur sous voûte de la nef : 29 m
- Hauteur de la voûte sous la tour-lanterne (croisée du transept) : 41 m
- Hauteur du faîte du toit : 39 m
- La tour occidentale mesure 73 m
- La tour-lanterne s'élève à 63 m

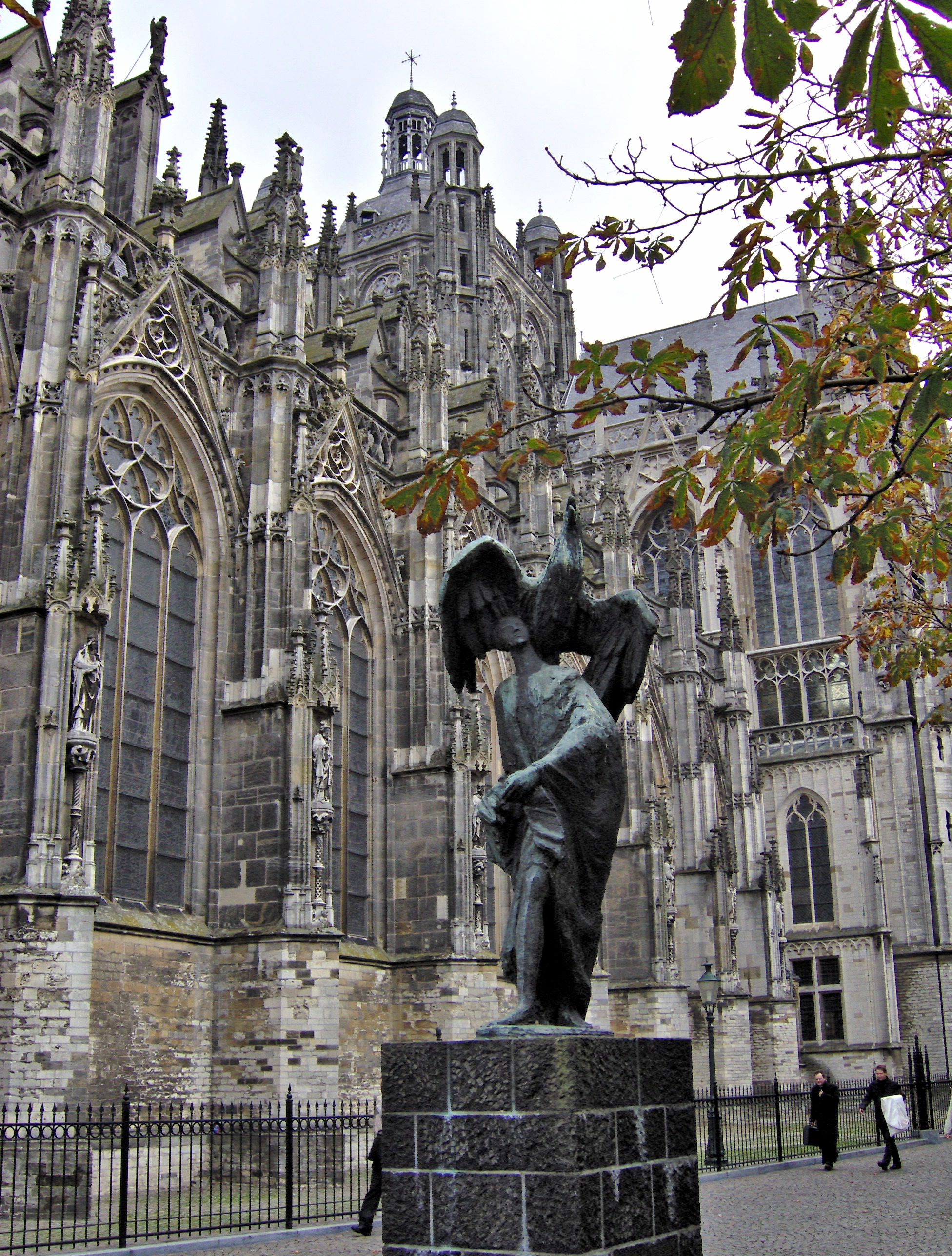
La face sud de la nef et la croisée du transept avec sa tour-lanterne. Les baies de la nef sont surmontées de pignons typiques du style gothique brabançon.
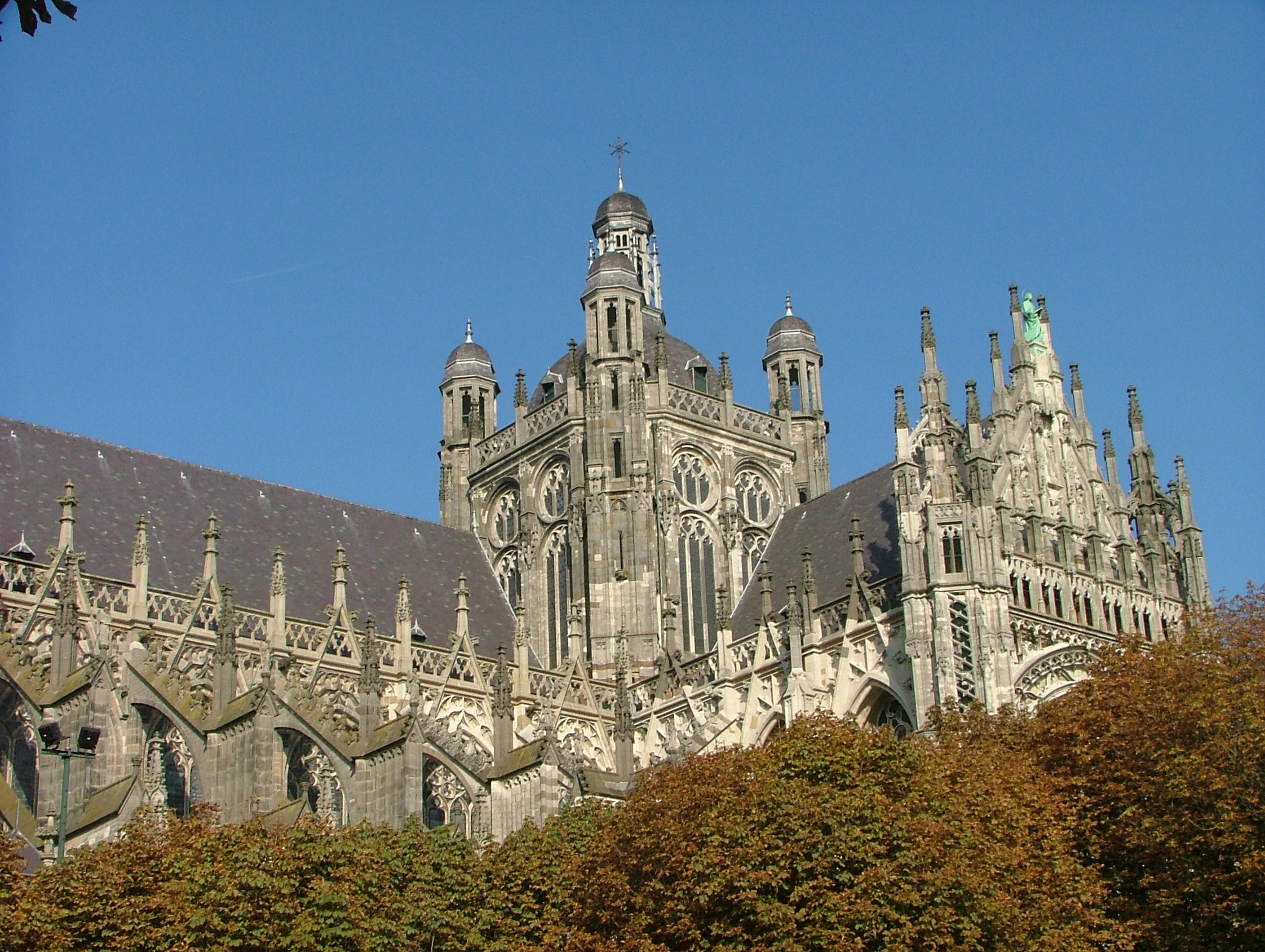
Même orientation mais avec une meilleure vue de la tour-lanterne et du transept.
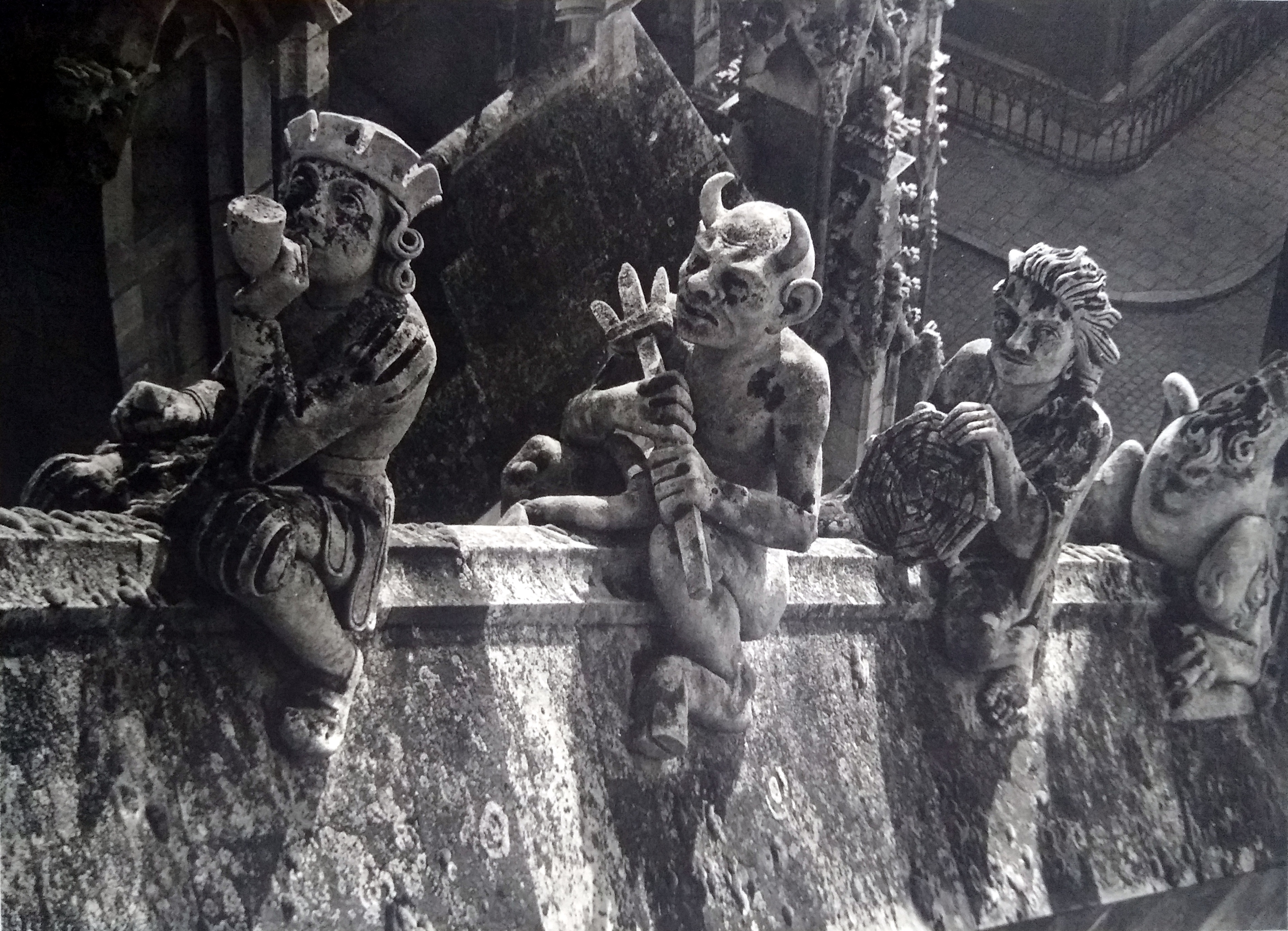
Quatre statuettes sur l'un des arcs-boutants de la cathédrale